# Vojaški vrh
Vojaški vrh je vojaški izraz, ki označuje točko na vzpetini, ki ni identičen s topografskih vrhom.
Za razliko od topografskega vrha, ki je najvišja točka vzpetine, se vojaški vrh nahaja tik pod topografskih vrhom, tako da imajo vojaki pregled čez topografski vrh, ki jim pa hkrati omogoča kritje pred morebitnimi sovražnikovimi izstrelki.